# The Strain
The Strain (anglès; en català, La Soca) és una sèrie de televisió estatunidenca de drama, terror i ciència-ficció estrenada en 2014, basada en les novel·les de la Trilogia de la Foscor de Guillermo del Toro i Chuck Hogan.
Del Toro i Hogan van escriure l'episodi pilot titulat "Night Zero", amb Guillermo com a director. La primera temporada, de 13 episodis, va ser ordenada el 19 de novembre de 2013. El primer episodi es va estrenar en el Festival de la Televisió d'ATX a Austin, Texas, a principis de juny de 2014. La segona temporada es va estrenar el 12 de juliol de 2015. El 7 d'agost de 2015, FX va anunciar una tercera temporada de deu episodis per 2016. FX va renovar la sèrie per a una quarta i última temporada el 27 de setembre de 2016, que es va estrenar a l'estiu de 2017.
A Espanya, la sèrie va ser emesa al canal Cuatro a partir de 2015 i figura al catàleg de la plataforma digital HBO Espanya amb les quatre temporades.

## Argument

### Primera temporada
La història comença un 8 de febrer a les 20.00 hores. Un avió Boeing 767 de l'aerolínia fictícia 'Regis Air International' procedent de Berlín (Alemanya) es deté inert en la pista d'aterratge de l'Aeroport Internacional JFK de Nova York (Estats Units); en el seu interior hi ha 210 presumptes cadàvers i un estrany carregament situat en el compartiment d'equipatge.
Després de descartar que es tracti d'un atemptat terrorista, l'administració de l'aeroport decideix contactar amb les diferents divisions governamentals per inspeccionar l'estrany fenomen. Es convoca a l'Equip Canary del Centre per al Control i Prevenció de Malalties (CDC) liderat pel Dr. Ephraim Goodweather (Corey Stoll), epidemiòleg, i el seu equip compost per la Dra. Nora Martínez (Mía Maestro), bioquímica, i Jim Kent (Sean Astin), administrador de l'equip.
Goodweather i el seu equip decideixen investigar el que sembla un possible contagi viral, causant d'una mort col·lectiva a l'interior de l'avió. Per a la seva sorpresa, després d'uns minuts, quatre dels ja catalogats morts aconsegueixen recuperar les seves funcions vitals, sobrevivint a tan curiós fenomen.
Mentre transcorre la recerca, Abraham Setrakian (David Bradley), un estrany ancià dedicat al negoci d'antiguitats, decideix intervenir i adverteix els especialistes que una antiga maledicció ha arribat a la ciutat en un estrany carregament. Goodweather, incrèdul i escèptic davant la informació de l'ancià, decideix seguir amb la recerca descobrint que possiblement els detonants de tal contagi siguin nematodes (cucs paràsits) que funcionen com a vector (agent biològic portador) d'un virus amb característiques letals i que es poden trobar en l'estrany carregament que portava la nau, un taüt de fusta amb particulars símbols i farciment de terra, que desapareix en estranyes circumstàncies del celler d'emmagatzematge de l'aeroport sense deixar cap rastre.
Una vegada que Goodweather i el seu equip descobreixen que els advertiments de Setrakian són fundats, decideix aliar-se amb l'ancià i anar a la recerca de respostes, entre les quals descobrirà que el que semblava l'inici d'una epidèmia no és més que una fosca llegenda sanguinària que es torna realitat, encarnant-se en "El Mestre" o el que alguns denominen "L'Amo", que serà ajudat per un exèrcit en augment de "Strigois" (humanoides pertanyents a la cultura criptozoològica dels països nòrdics d'Europa de l'Est).
Durant la història, Goodweather coneixerà aliats que buscaran respostes i faran front a aquesta malaltia, i a més haurà de bregar amb una ruptura marital amb la seva esposa Kelly (Natalie Brown) i la lluita per la custòdia del seu petit fill Zach (Ben Hyland). Serà aquesta fosca llegenda la que farà que la Dra. Martínez s'enfronti a les seves pitjors pors; que Jim, company de Goodweather, decideixi entre la lleialtat als seus amics o la fulminant malaltia de la seva esposa; que Vasilly Fet (Kevin Durand), un exterminador de plagues, aconsegueixi ser valorat com un valent lluitador i deixar enrere l'estigma d'un simple caçador de rates; que Dutch Elders (Ruta Gedmintas), una hacker professional, sigui corrompuda per l'ambició i decideixi retractar-se de la seva culpa amagant una complexa relació amorosa; que Agustín "Gus" Elizalde (Miguel Gómez) decideixi entre seguir sent un desgraciat bergant o utilitzar les seves habilitats per afrontar aquesta crua realitat; i finalment que el magnat de la ciutat Eldritch Palmer (Jonathan Hyde), encegat per la seva enorme ambició i ànsies de guarir la seva terrible malaltia, utilitzi tota la seva fortuna per ser còmplice dels foscos plans de Thomas Eichorst (Richard Sammel), que amaga un sagnant passat i que guiarà als supervivents de l'avió, que seran peons fonamentals per fer realitat els antics temors que Setrakian té pel que fa a "El Mestre" o "L'Amo".

### Segona temporada
Després dels esdeveniments ocorreguts en la primera temporada, Goodweather, Setrakian i els seus aliats descobreixen que la solució per posar fi a l'origen d'aquesta maledicció es torna encara més desconeguda. Per això el ja conegut professor Setrakian s'encarregarà de recórrer als seus records per continuar amb l'àrdua cerca d'una cura definitiva. Per iniciar la seva cerca decideix remuntar-se a una freda Romania de 1932 i recordar la seva volguda Bubbeh ("àvia" en ídix), que relata una fosca història basada en la vida de Jusef Sardu, un amable comte romanès que patia de gigantisme i que apesarat per la deshonra que provoca la seva malaltia en la família, es va veure forçat a buscar una estranya cura que el portaria a descobrir una horrorosa llegenda que marcaria la seva vida des d'aquest mateix instant.
Durant el transcurs de la història, Setrakian descobrirà que els mites sobre els quals havia sentit parlar comencen a fer-se cada vegada més reals, i a més descobrirà que per fer front a aquesta epidèmia, ell i els seus amics no estan sols, però que l'ajuda atorgada potser no era la que comunament esperaven, havent d'accedir a observar i conèixer coses increïblement terrorífiques a canvi d'obtenir informació crucial per part de "Quinlan", un misteriós guerrer d'estranya naturalesa, tot per tal d'arribar a la veritat.
Goodweather per la seva banda, pensa que els mètodes de l'ancià són efectius però requereixen de bastant temps, que és amb el qual menys compten, per la qual cosa decideix juntament amb la Dra. Martínez arriscar-se a elaborar una possible cura, que podria tenir efectes que potser ni ells esperen. A més, haurà de bregar amb la crua realitat que afecta a la seva família i raonar de la forma que considera correcta per poder sobreviure enmig d'aquest pseudo apocalipsi.
Mentrestant, "El Mestre" prendrà decisions radicals que involucren directament Gabriel Bolivar, un dels supervivents de l'avió i eventual peó, pel que fa als seus plans per posar fi a la humanitat i amb els plans que Setrakian té en contra seva, sumant a la destrucció física una mica més poderós, la destrucció sentimental, i utilitzant les ànimes més pures d'una societat com a armes biològiques per prevaler amb la seva dominació.
Per la seva banda, Eldrith Palmer veurà que la inversió realitzada durant anys comença a donar fruits i elabora una fastigosa però satisfactòria mentida per als ciutadans de New York. Però per a sorpresa de tots, Palmer s'adonarà que la inversió és més que una simple decisió que connecta la seva vida amb la de Thomas Elchorst, a més involucra Setrakian i una misteriosa història que s'anirà revelant a poc a poc entorn de l'origen d'"El Mestre" i els ocults mètodes que es necessiten per combatre'l, entre ells un grimori ancestral denominat "Occido Lumen".
Entre tots aquests esdeveniments, Vasilly Fet i Dutch Elders es veuran vinculats fortament com una mica més que companys en una complexa relació en la qual hauran d'emprendre una lluita personal contra el record de Nikki, amiga desapareguda d'Elders. Mentre que "Gus" Elizalde ja ha pres una decisió respecte a la seva vida i el seu rol en aquest gran conflicte, cosa que el podria posicionar oposadament amb la realitat que transcorre en la seva família, prenent fortes i doloroses decisions.

### Prefacis

#### Primera temporada
"La gana -va dir una vegada un poeta- és el desig més intens que coneixem, la primera lliçó que aprenem... però la gana pot calmar-se fàcilment, saciar-se amb facilitat... existeix una altra força, un tipus diferent de gana, una set insaciable que mai pot calmar-se, la seva existència mateixa és la que ens defineix... la que ens fa humans, aquesta força és l'amor."
- Professor Abraham Setrakian -
Nova York, el present.

#### Segona temporada
"El mal, aguaita aquest món, Abraham... en moltes formes. Algunes conegudes, d'altres no. Has de detenir-ho... tothom ho hem de fer."
- Bubbeh, àvia d'Abraham Setrakian - 
Romania, 1932.

#### Tercera temporada
La batalla de Read Hook liderada per Justine Feraldo intenta fer tot el possible per salvar el barri i ho aconsegueix. Shak es troba amb la seva mare i amb Eirchost on l'"Amo" vol aprofitar-se de Shak però sense convertir-lo.

## Repartiment

### Principal
- Corey Stoll és el Dr. Ephraim "Eph" Goodweather, epidemiòleg i cap de l'Equip Canary del CDC a Nova York.[11]
- David Bradley és el professor Abraham Setrakian, supervivent de l'Holocaust, acadèmic especialitzat en ciències ocultes i amo d'una tenda d'antiguitats al barri de Harlem, Nova York.[12]
- Mía Maestro és la Dra. Nora Martínez, bioquímica i microbióloga de l'Equip Canary del CDC a Nova York.[13]
- Sean Astin és Jim Kent, administrador de l'Equip Canary del CDC a Nova York.
- Jack Kesy és Gabriel Bolívar (Mort-Strigoi), estrella de rock que flirteja amb un apetit per les drogues.[14]
- Jonathan Hyde és Eldritch Palmer, un magnat ambiciós i multimilionari, que anhela la superioritat i més encara el desig de la immortalitat.[15]
- Richard Sammel és Thomas Eichorst, misteriós soci d'Eldritch Palmer i fosc protagonista dels temors passats de Setrakian.
- Kevin Durand és Vasiliy Fet, és un emigrant ucraïnès i exterminador de plagues del Departament de Salut de Nova York.[16]
- Miguel Gómez és Agustín "Gus" Elizalde, un bergant i exreclús de la presó de menors.[17]
- Ruta Gedmintas és Kirsten "Dutch" Velders, una hacker professional mercenària.
- Natalie Brown és Kelly Goodweather (Morta-Strigoi), exesposa d'Ephraim i mare de Zachary.[18]
- Ben Hyland (primera temporada) / Max Charles (segona temporada) és Zachary "Zach" Goodweather, fill de Kelly i Ephraim Goodweather.[19]
- Rupert Penry-Jones és Quintus Sertorius "Sr. Quinlan".
- Samantha Mathis és Justine Feraldo, regidora de la ciutat on esdevenen els fets. Apareix per primera vegada en la primera temporada, però el seu paper cobra major importància en la segona.
- Joaquín Cosío és Ángel Guzmán "Ángel de Plata".
- Robin Atkin Downes és la veu de l'Amo, un dels Set Antics Vampirs.

### Recurrent
- Robert Maillet és Jusef Sardu, més conegut com "L'Amo" o "El Mestre" (Mort-Strigoi), fosca criatura de tipus vampíric que busca esclavitzar els humans i corrompre als seus éssers estimats mitjançant el sofriment.[20] La veu del personatge és Robin Atkin Downes.[21]
- Francis Capra és Crispin (Mort), un jove delinqüent i estafador, germà menor de Gus i addicte a les drogues.
- Melanie Merkosky és Sylvia Kent (desapareguda), esposa de Jim Kent malalta de càncer.[22]
- Regina King és Ruby Wain (desapareguda), gestora intel·ligent i consumada de Gabriel Bolivar.
- Leslie Hope és Joan Luss (morta), una dels pocs supervivents del brot.[23]
- Roger Cross és Mr. Fitzwilliams (mort), el metge i cap de seguretat d'Eldritch Palmer.[24]
- Drew Nelson és Matt Sayles (mort), la nova parella de Kelly Goodweather.
- Javier Botet, un actor que ha treballat anteriorment amb Guillermo del Toro en la pel·lícula Mamà[25]
- Adriana Barraza és Guadalupe Elizade (Morta-Strigoi), la mare de Crispin i Gus.[26]
- Daniel Kash és Dr. Everett Barnes, el director del CDC.[27]
- Jim Watson és Abraham Setrakian jove.[28]
- Nikolai Witschl és Ansel Barbour (mort), un dels pocs supervivents del brot.[29]

### Cameos
- Santiago Segura

### Cronologia
| Actor                  | Personatges                   | Veu en espanyol           | Temporada 1 | Temporada 2 | Temporada 3 | Temporada 4 |
| ---------------------- | ----------------------------- | ------------------------- | ----------- | ----------- | ----------- | ----------- |
| Corey Stoll            | Ephraim "Eph" Goodweather     | Juan Antonio Rierol       | Principal   | Principal   | Principal   | Principal   |
| David Bradley          | Abraham Setrakian             | Luis Gaspar               | Principal   | Principal   | Principal   | Principal   |
| Meva Maestro           | Nora Martínez                 | Inés Blázquez             | Principal   | Principal   |             |             |
| Sean Astin             | Jim Kent                      | Rafa Romero               | Principal   | Convidat    |             |             |
| Jonathan Hyde          | Eldritch Palmer               | Miguel Zúñiga             | Principal   | Principal   | Principal   | Principal   |
| Richard Sammel         | Thomas Eichorst               | Antonio García Moral      | Principal   | Principal   | Principal   | Principal   |
| Jack Kesy              | Gabriel Bolívar               | Roberto Alzines           | Principal   | Principal   | Secundari   |             |
| Kevin Durand           | Vasily Fet                    | Luis Baix                 | Principal   | Principal   | Principal   | Principal   |
| Miguel Gómez           | Agustín "Gus" Elizalde        | David Robles              | Principal   | Principal   | Principal   | Principal   |
| Ruta Gedmintas         | Kirsten "Dutch" Velders       | Isabel Fernández Avanthay | Secundari   | Principal   | Principal   | Principal   |
| Natalie Brown          | Kelly Goodweather             | Ana María Marí            | Principal   | Principal   | Principal   | Convidat    |
| Ben Hyland/Max Charles | Zach Goodweather              | Chelo Vivaris             | Principal   | Principal   | Principal   | Principal   |
| Robin Atkin Downes     | L'Amo                         | Fernando Hernández        | Principal   | Principal   | Principal   | Principal   |
| Rupert Penry-Jones     | Quintus Sertorius "Quinlan"   | Gabriel Jiménez           |             | Principal   | Principal   | Principal   |
| Samantha Mathis        | Justine Feraldo               | Isabel Donate             |             | Secundari   | Principal   |             |
| Joaquín Cosío          | Ángel Guzmán "Ángel de Plata" |                           |             | Secundari   | Principal   |             |

## Producció

### Càsting
John Hurt anava a interpretar el professor Abraham Setrakian, però més tard va abandonar el paper protagonista. El paper va recaure en David Bradley, que va haver de tornar a rodar les escenes. Guillermo Del Toro havia expressat interès en què Roy Dotrice interpretés el paper d'Abraham Setrakian, al qual ja havia interpretat en diversos anuncis d'acció en viu de la primera novel·la.
El personatge de Vasiliy Fet va ser creat amb la projecció de ser interpretat per Ron Perlman i el personatge de the Master per Doug Jones. Lauren Lee Smith va ser triada originalment per interpretar a Kelly Goodweather.

### Música
La música està composta per Ramin Djawadi, que ja havia treballat amb Guillermo del Toro en la pel·lícula Pacific Rim. La banda sonora de l'episodi Night Zero inclou les cançons When You and I Were Young, Maggie, Gimme tha Power de Molotov i Sweet Caroline de Neil Diamond.

### Fotografia
La sèrie està filmada en format digital utilitzant càmeres RED Epic. Checco Varese, director de fotografia de quatre episodis de la sèrie, després de diverses converses amb Guillermo del Toro tots dos van arribar a la conclusió que la representació del color, la saturació i la flexibilitat en termes de diferents velocitats de fotogrames de la càmeres RED Epic eren les adequades per convertir-les en les càmeres de la seva elecció per a la filmació de la sèrie.

### Màrqueting
El cartell original de la sèrie és un cuc del virus vampíric en l'ull d'una persona. Arran de les queixes del públic, la cadena FX va anunciar que substituirien el cartell en diverses de les seves cartelleres.

## Episodis
| Temporada | Temporada | Episodis | Emissió original | Emissió original |
| Temporada | Temporada | Episodis | Inici            | Final            |
| --------- | --------- | -------- | ---------------- | ---------------- |
|           | 1         | 13       | 13-7-2014        | 5-10-2014        |
|           | 2         | 13       | 12-7-2015        | 4-10-2015        |
|           | 3         | 10       | 28-8-2016        | 30-10-2016       |
|           | 4         | 10       | 16-7-2017        | 17-9-2017        |

## Emissió i audiències
A Espanya es va poder veure a Cuatro, on la primera temporada va aconseguir bones audiències (8,5 % i 1.590.000 espectadors). La segona temporada va patir una caiguda d'audiència des del principi, cosa que va obligar la cadena a emetre els episodis de tres en tres per fer buit en la graella.

## Premis i nominacions
| Any  | Premi                                       | Categoria                                                   | Nominació | Resultat  | Ref.   |
| ---- | ------------------------------------------- | ----------------------------------------------------------- | --- | --------- | ------ |
| 2014 | Critics Choice Television Awards            | Sèrie nova més emocionant                                   | The Strain | Guanyador | [ 39 ] |
| 2014 | Satellite Awards                            | Millor sèrie dramàtica de televisió                         | The Strain | Nominat   | [ 40 ] |
| 2015 | Saturn Awards                               | Millor sèrie de televisió de cable/redifusión               | The Strain | Nominat   | [ 41 ] |
| 2015 | Saturn Awards                               | Millor actor secundari en una sèrie de televisió            | David Bradley | Nominat   | [ 41 ] |
| 2015 | Saturn Awards                               | Millor actor secundari en una sèrie de televisió            | Richard Sammel | Nominat   | [ 41 ] |
| 2015 | Fangoria Chainsaw Awards                    | Millor actor secundari de televisió                         | David Bradley | Nominat   | [ 42 ] |
| 2015 | Fangoria Chainsaw Awards                    | Millor maquillatge/criatura de televisió                    | Steve Newburn, Sean Sansom | Nominat   | [ 42 ] |
| 2015 | Golden Reel Awards                          | Millor edició de so – Diàleg abreujat i ADR en la televisió | Nelson Ferreira, Jill Purdy (per "The Box")                                                                                                | Nominat   | [ 43 ] |
| 2016 | Canadian Society of Cinematographers Awards | Fotografia en una sèrie de televisió                        | Colin Hoult (per "By Any Means") | Nominat   | [ 44 ] |
| 2016 | Saturn Awards                               | Millor sèrie de televisió d'horror                          | The Strain | Nominat}  | [ 45 ] |
| 2016 | Saturn Awards                               | Millor actor jove en una sèrie de televisió                 | Max Charles | Nominat   | [ 45 ] |
| 2016 | Directors Guild of Canada Awards            | Millor edició de so – Seriï de televisió                    | John Loranger, Donen Sexton, Adam Stein, Nathan Robitaille, Jill Purdy, Richard Calistan, Joe Mancuso, Craig MacLellan (per "Night Train") | Nominat   | [ 46 ] |
| 2016 | Fangoria Chainsaw Awards                    | Millor maquillatge/criatura de televisió                    | Steve Newburn, Sean Sansom | Nominat   | [ 47 ] |
| 2016 | Golden Maple Awards                         | Millor actriu en una sèrie de televisió transmesa en EUA.   | Natalie Brown | Guanyador | [ 48 ] |
| 2016 | Visual Effects Society Awards               | Destacats efectes visuals en un episodi fotoreal            | Dennis Berardi, Luke Groves, Matt Glover, Trey Harrell, Warren Appleby (per "Identity")                                                    | Nominat   | [ 49 ] |
| 2017 | Saturn Awards                               | Millor actor jove en una sèrie de televisió                 | Max Charles | Nominat   | [ 50 ] |